# Decetia bilineata
Decetia bilineata är en fjärilsart som beskrevs av George Francis Hampson 1895. Decetia bilineata ingår i släktet Decetia och familjen Uraniidae. Inga underarter finns listade i Catalogue of Life.